# Campus

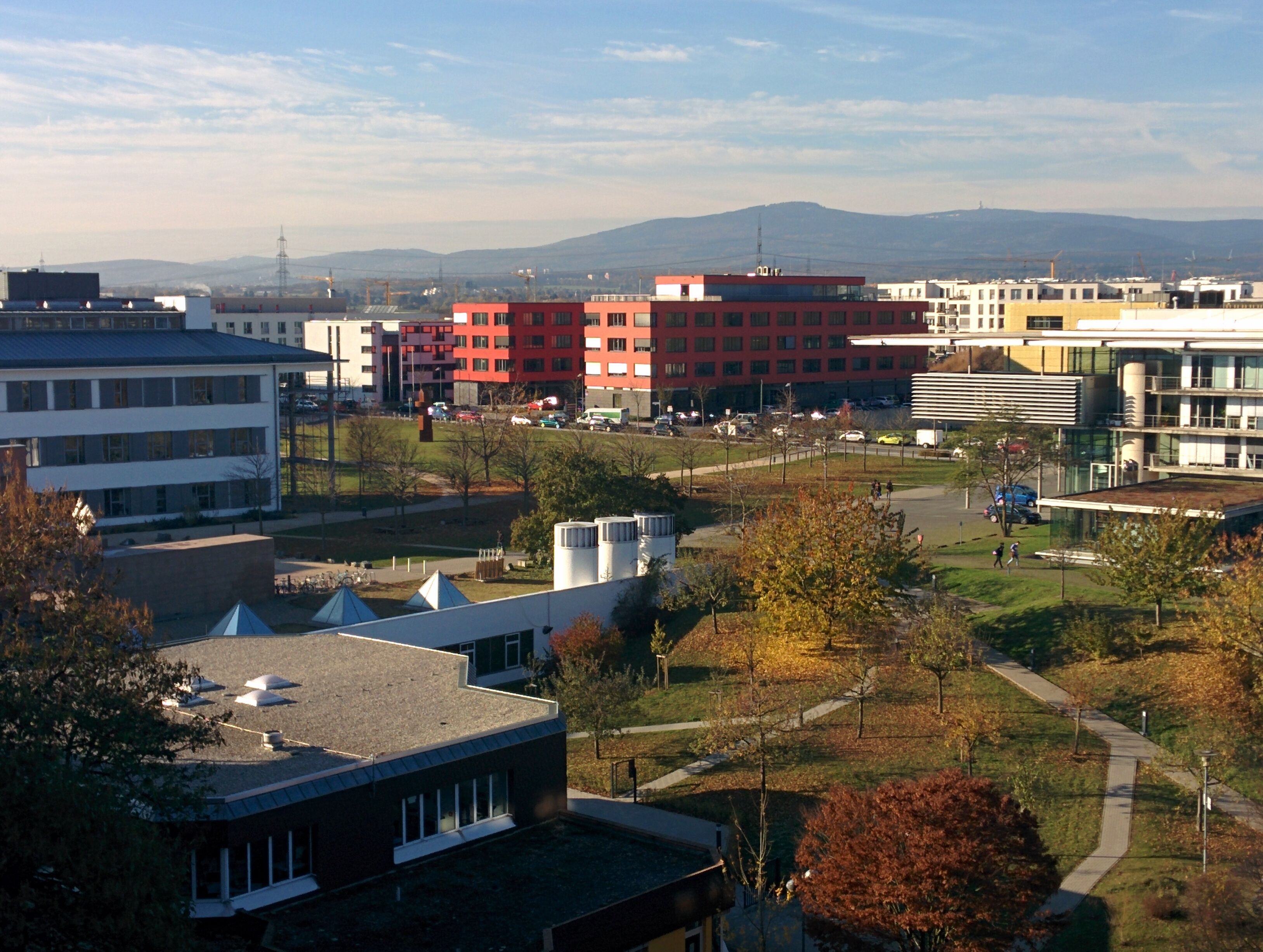
Campus Riedberg der Goethe-Universität Frankfurt am Main

Der Campus (Plural: Campus, umgangssprachlich Campusse auch Campi, ) ist der zusammenhängende Komplex von Gebäuden, die zur selben Universität, Hochschule (Hochschulzentrum, Universitätszentrum) oder zum selben Forschungsinstitut gehören.

## Campus in den USA
Die Bezeichnung Campus [ˈkampʊs] ist lateinischen Ursprungs und hat in dieser Sprache die Bedeutung ‚Feld‘. Er bezeichnete in den USA seit dem 18. Jahrhundert die außerhalb der Stadt errichteten Gebäude einer Universität, die üblicherweise von parkähnlichen Anlagen umgeben sind. Der Begriff wurde erstmals beim 1746 gegründeten College of New Jersey (heute Princeton University) verwendet.

## Campus in Deutschland

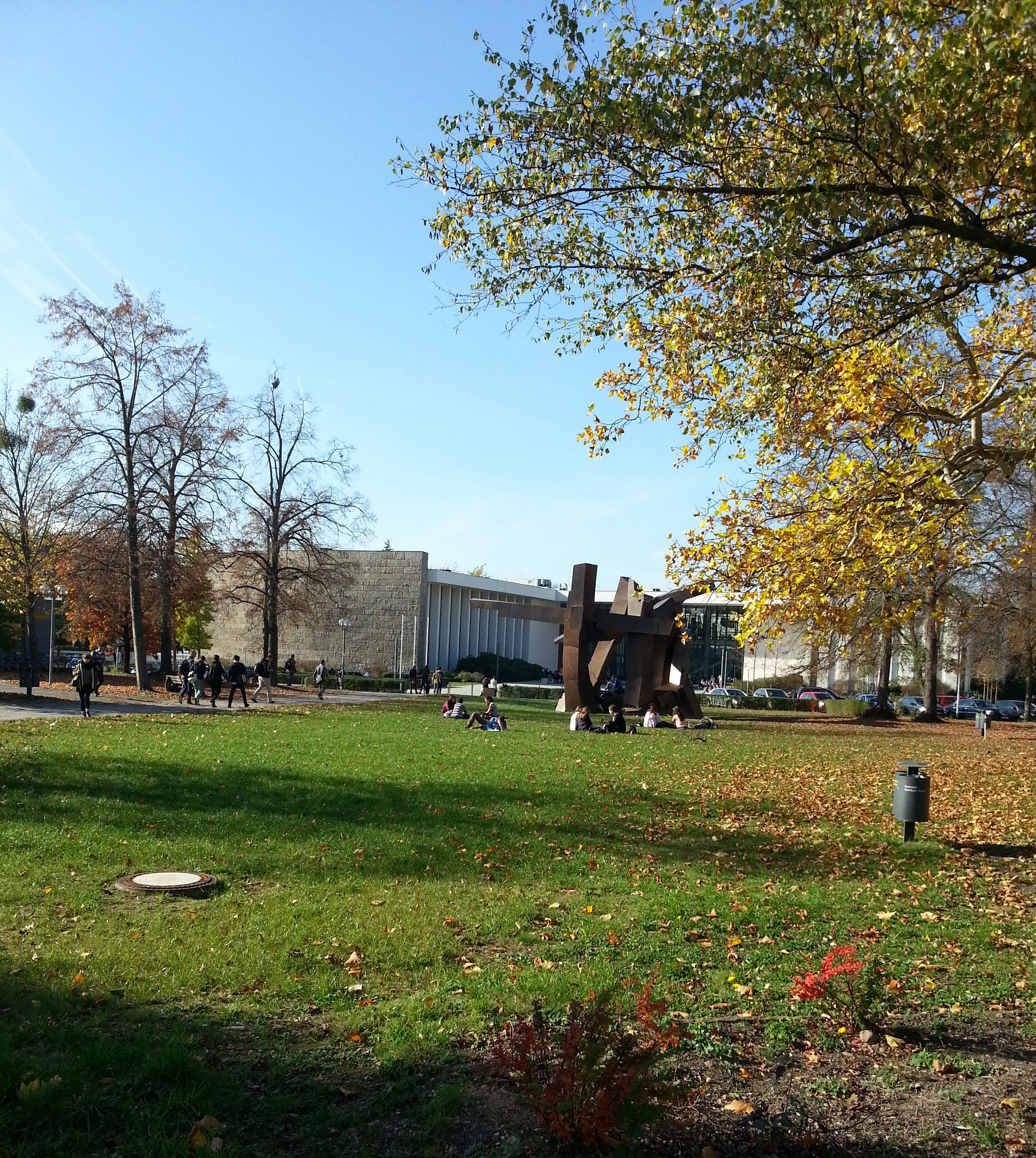
Campus der Freien Universität Berlin

In den 1960er Jahren wurde der Ausdruck in Deutschland aus dem Amerikanischen entlehnt. Unter „Campus-Hochschulen“ versteht man seitdem Hochschulen, bei denen Lehr- und Forschungseinrichtungen und häufig auch andere universitätsnahe Infrastruktur wie z. B. Wohnraum für Lehrkräfte und Studenten sowie Grünflächen in einem Areal zusammengefasst sind, statt sich über die Stadt zu verteilen. Deutsche Universitätsneugründungen waren nun im Gegensatz zu den klassischen europäischen Universitäten häufig nicht mehr in zentraler Lage in die Stadt integriert, sondern bildeten eigene kleine Viertel am Rand oder unmittelbar außerhalb der Stadt. Diese Entwicklung begann 1946 mit der Freien Universität Berlin (FU Berlin) und ihrem Campus in Berlin-Dahlem. Zu den frühen Gründungen solcher Hochschulen, die „auf der grünen Wiese“ wie „Trabanten“ im urbanen Umfeld angesiedelt wurden, gehört Bochum (1962), der erste deutsche Universitätscampus mit Lehr- und Forschungseinrichtungen, Wohnheimen und universitätsnaher Infrastruktur. Es folgten Düsseldorf (1965), Bielefeld (1969), Bremen (1971) und zahlreiche andere. 

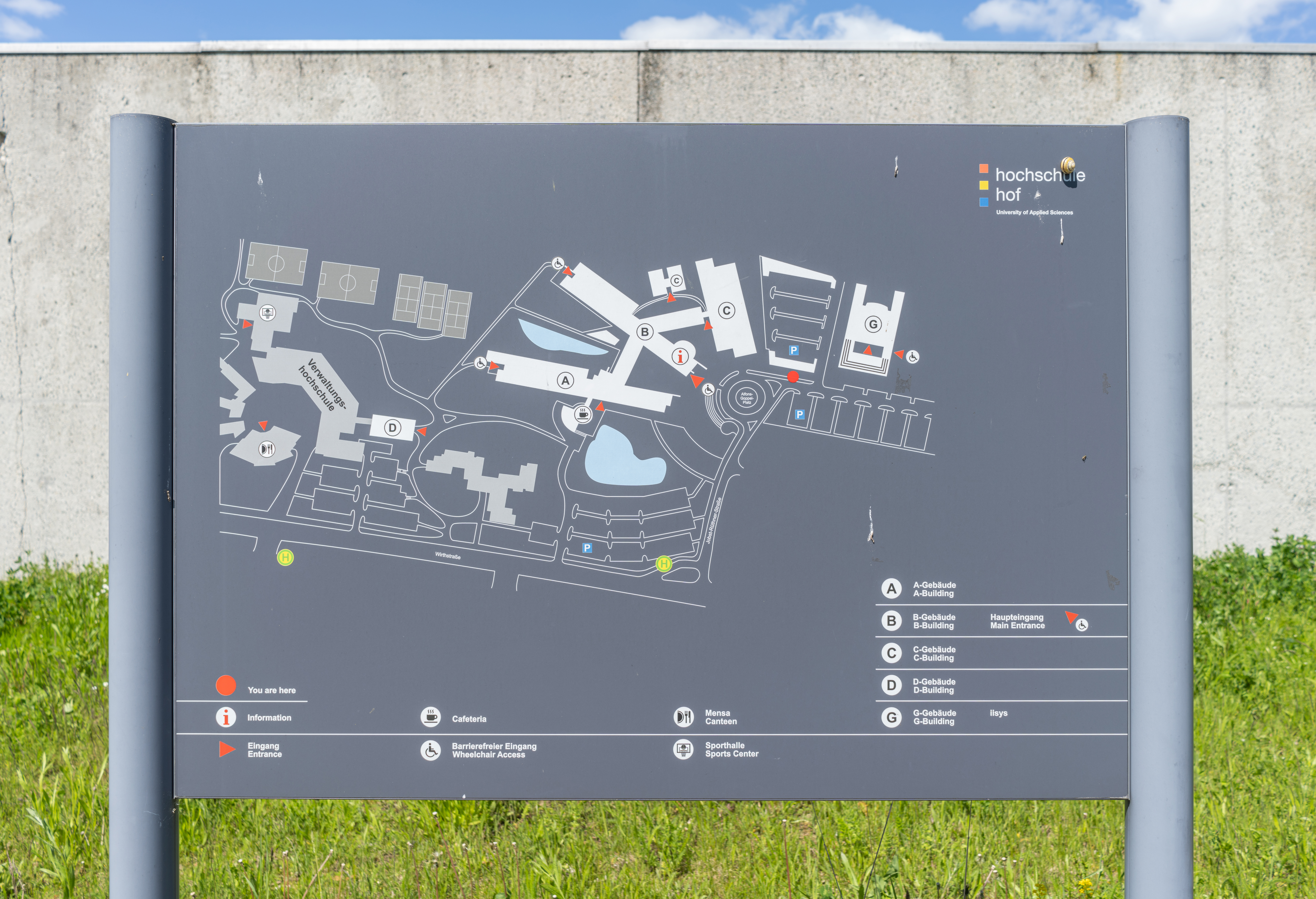
Karte vom Campus der Hochschule Hof

Weitere Beispiele sind die Universitäten Augsburg, Bayreuth, Cottbus, Dortmund, Dresden, Duisburg,  Erfurt, Essen, Freiberg, Flensburg, Hohenheim, Ilmenau, Kaiserslautern, Kassel, Koblenz, Konstanz, Lemgo, Lübeck, Magdeburg, Mainz, Oldenburg, Paderborn, Passau, Potsdam, Regensburg, Saarbrücken, Siegen, Ulm, Trier, Vechta sowie die Helmut-Schmidt-Universität/Universität der Bundeswehr Hamburg und die Universität der Bundeswehr München. Auch Fachhochschulen sind oft auf einem Campus untergebracht, Beispiele sind unter anderem Hof, Aschaffenburg und Zwickau.
Eine ähnliche Entwicklung ist der Neubau eines Campus fern von bestehenden Hochschuleinrichtungen in der Innenstadt wie beim Campus Vaihingen-Pfaffenwald der Universität Stuttgart. Vergleichbar war es mit neuen Campussen für Naturwissenschaften traditionsreicher Universitäten wie Freiburg, Heidelberg und Tübingen. Ein anderes Modell ergab sich durch eine Zusammenlegung beim Max-Planck-Institut für Multidisziplinäre Naturwissenschaften und ähnlich beim Karlsruher Institut für Technologie. Auch Schulkomplexe können in einem Campus zusammengefasst werden wie das Beispiel des Campus Rosenfels im baden-württembergischen Lörrach zeigt.

## Verschiebung des Begriffes
In den USA hielt sich die ursprüngliche Bedeutung bis in die 1950er Jahre, wurde aber allmählich auf den gesamten universitären Komplex übertragen. Dort benutzten schließlich auch andere Einrichtungen wie Unternehmen oder Krankenhäuser den Begriff für ihr Gelände, vermutlich, um dessen positive Bedeutung zu nutzen oder auf den Forschungscharakter ihrer Aktivitäten zu verweisen. Ein Beispiel ist der Microsoft Campus in Redmond, Washington; die Struktur eines von Grün umgebenen Komplexes am Stadtrand war hier gegeben. In Deutschland wird der Begriff inzwischen auch ohne Universitätsbezug angewendet, zum Beispiel bei Bürogebäuden.
In jüngster Zeit erfuhr der Begriff auch in Deutschland eine Erweiterung und wird nun allgemein für universitäre Anlagen angewendet, auch wenn diese innerhalb der Stadt liegen. Ein Beispiel ist die Universität Mannheim, deren Campus sich über das Schloss Mannheim und die direkte Umgebung erstreckt. In Bonn verfügt die Rheinische Friedrich-Wilhelms-Universität über einen Campus Poppelsdorf. Auch in Deutschland zeichnet sich, wohl um die jeweils eigene Bedeutung zu überhöhen, ähnlich wie in den USA eine Begriffsausweitung auf räumlich zusammenhängende Baulichkeiten anderer Institutionen, zum Beispiel von Krankenhäusern ab. In Kiel wird das Gelände der Universitätsklinik auch als Campus Kiel bezeichnet, zwecks Unterscheidung zum zweiten Standort Lübeck.

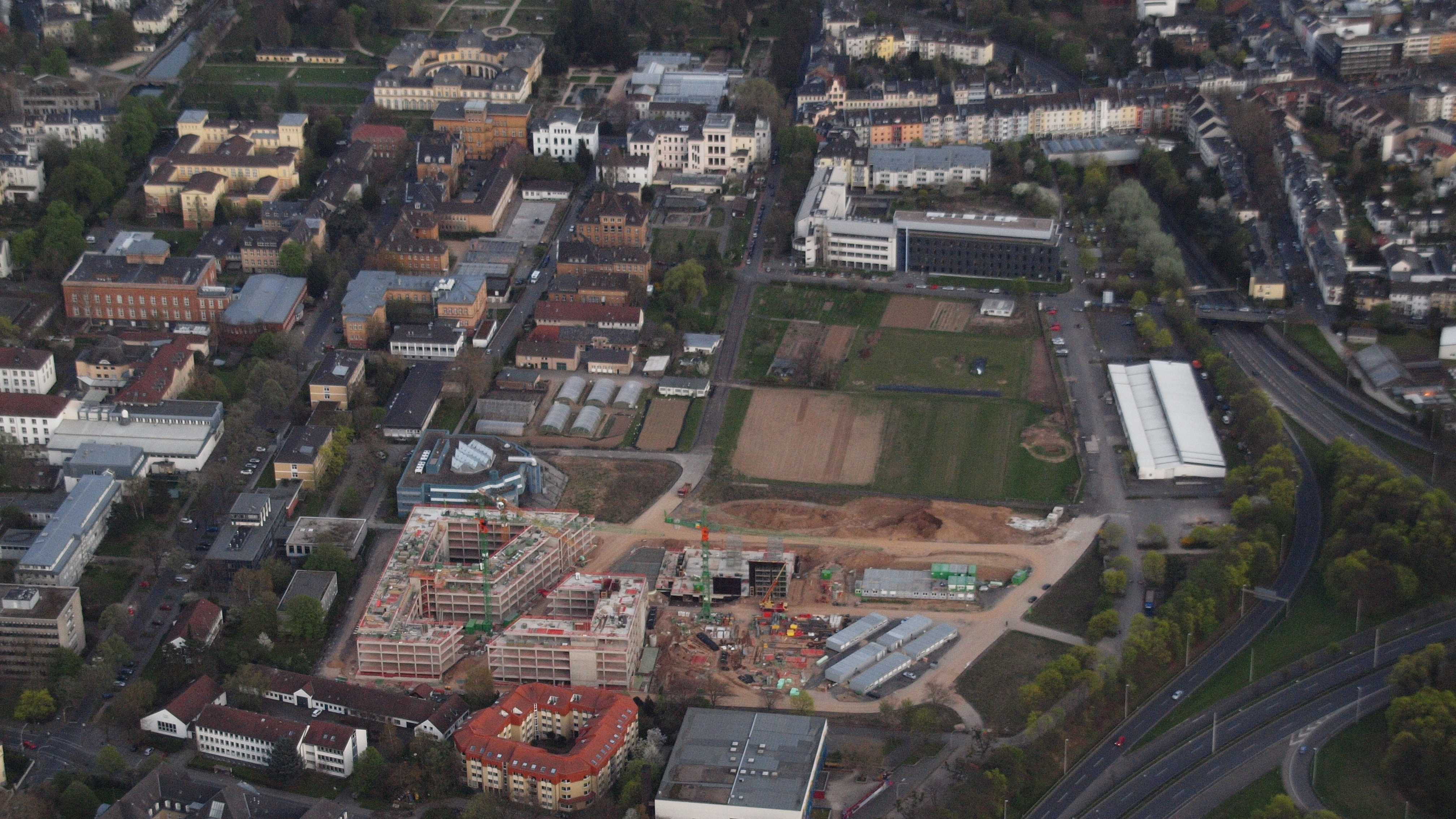
Bonn – Uni-Campus Poppelsdorf, Rheinische Friedrich-Wilhelms-Universität

Insbesondere bezeichnet man als Campus lockere, moderne Gebäudekomplexe, die besonders für die Lehre und Forschung angelegt werden. Ein Beispiel ist der Campus der Universität Wien auf dem Gelände des Alten Allgemeinen Krankenhauses in der Nähe der Ringstraße. Er umfasst zwar nur einen kleinen Teil der Universität Wien, beherbergt aber über 15 vorher über das Stadtgebiet verteilte Fachbereiche und eine Reihe studentisch geprägter Lokale. Ähnlich das Techno-Z Salzburg für private Forschung ebenso wie als Campus der Universität Salzburg, oder das Universitätszentrum Rottenmann als Außenstelle zweier Universitäten in einer spezialisierten Forschungsregion. Hierbei wird die heute geförderte enge Vernetzung von Hochschulen und Unternehmen, teils auf Forschung und Entwicklung spezialisiert, teils direkte privatwirtschaftliche Spin-offs der Hochschulen, auch stadtplanerisch und architektonisch gefördert (Kompetenzzentrum). Beispiele für in jüngerer Zeit entstandene Campus sind der Campus Krems und der Campus Tulln.
Wenn funktionelle Infrastruktur in Web-Systemen abgebildet wird, wird das im übertragenen Sinne als ein E-Campus bezeichnet.